# Özcan Melkemichel
Özcan Melkemichel (Midyat, 21 febbraio 1968) è un allenatore di calcio ed ex calciatore svedese.

## Carriera
Nato in Turchia, dopo 5 anni passati in Germania si è trasferito in Svezia.
Ha iniziato a far parte del Syrianska da quando aveva 10 anni (quando ancora la squadra era denominata Suryoyo), prima nel settore giovanile e poi in prima squadra: durante questi anni da giocatore ha collezionato numerose promozioni che hanno permesso al club un salto multiplo dalla Division 7 alla Division 2, che all'epoca rappresentava la terza serie.
Dal suo ritiro in avanti ha rivestito diversi ruoli nel Syrianska, tra cui presidente e direttore sportivo, fino alla nomina di allenatore avvenuta nel 2003. Nel 2006 ha invece abbandonato il mestiere di parrucchiere.
Il campionato 2009 è stato il primo disputato dai giallorossi in Superettan, mentre due anni più tardi è arrivato il debutto in Allsvenskan sempre con Melkemichel alla guida della squadra. Non essendo in possesso di un patentino adeguato, nella massima serie è stato affiancato ufficialmente da altri allenatori.
Al termine della stagione 2013, culminata con la discesa in Superettan, ha lasciato il Syrianska per approdare in terza serie all'AFC United, ambiziosa squadra formata pochi anni prima. In tre anni Melkemichel ha conseguito la prima promozione in Superettan nella storia del club, poi un 8º posto nell'anno del debutto nel campionato cadetto, e infine la storica promozione in Allsvenskan.
In vista della stagione 2017, Melkemichel ha accettato la proposta del Djurgården, blasonata squadra della capitale Stoccolma. Il direttore sportivo Bosse Andersson ha dichiarato di averlo scelto per il suo gioco offensivo ma soprattutto per il fatto di essere un tecnico vincente. Al termine del suo primo anno di permanenza, la squadra ha chiuso la Allsvenskan 2017 al 3º posto in classifica, ritornando così in Europa dopo 10 anni. Il 10 maggio 2018 invece il Djurgården ha vinto la Coppa di Svezia 2017-2018, con la vittoria casalinga per 3-0 sul Malmö FF: si è trattato del primo trofeo ufficiale conquistato dal club nell'arco degli ultimi 13 anni. L'avventura in Europa League invece è terminata subito, essendo usciti ai supplementari contro gli ucraini del Mariupol'. Dopo due anni, le strade di Melkemichel e del Djurgården si sono separate: alcuni media avevano riportato un'indiscrezione secondo cui un largo gruppo di giocatori avrebbero rimuovere il tecnico, ma lo stesso Melkemichel ha smentito, adducendo di aver rifiutato lui il contratto.
Nel corso dell'anno 2019 non ha allenato, poi a partire dalla stagione 2020 ha firmato un accordo che si estende per 2+1 anni con l'AFC, club in cui aveva già lavorato in passato ma che nel frattempo aveva trasferito la propria sede sociale presso la città di Eskilstuna. Dopo aver chiuso al nono posto la Superettan 2020 (seconda serie nazionale) e dopo aver iniziato la Superettan 2021 con un temporaneo decimo posto alla nona giornata, l'8 giugno 2021 Melkemichel è stato esonerato.
Nel gennaio 2023 è tornato a ricoprire il ruolo di capo allenatore del Syrianska, club che da qualche anno militava nella quarta serie nazionale. Ha mantenuto l'incarico per due stagioni, dopodiché, a partire da gennaio 2025, ha lasciato la guida della prima squadra per dedicarsi al settore giovanile del club.

## Palmarès

### Allenatore
- Superettan: 1

Syrianska: 2010
- Division 1 (Svezia): 2

Syrianska: 2008
AFC United: 2014
- Coppa di Svezia: 1

Djurgården: 2017-2018